# 120208 Brentbarbee
120208 Brentbarbee este o planetă minoră (asteroid) din centura de asteroizi. A fost descoperită pe 15 martie 2004 la Catalina Station⁠(d) de Catalina Sky Survey. 
Obiectul prezintă o orbită caracterizată de o semiaxă mare de 2,3118944451349 UAi, o excentricitate de 0,15, o înclinație de 4,5 ° în raport cu ecliptica.